# Ámsterdam (novela)
Amsterdam es una novela de 1998 del escritor británico Ian McEwan, por la cual recibió el Premio Booker de 1998.

## Resumen
Amsterdam  es la historia de un pacto de eutanasia entre dos amigos, un compositor y un editor de periódico, cuya relación se convierte en un desastre. 

## Trama
En el funeral de la fotógrafa y escritora Molly Lane, tres de los antiguos amantes de Molly convergen. Incluyen al editor del periódico Vernon Halliday y al compositor Clive Linley, que son viejos amigos, y al Secretario de Relaciones Exteriores británico, Julian Garmony. 
Clive y Vernon reflexionan sobre la muerte de Molly por una enfermedad cerebral de inicio rápido no especificada que la dejó indefensa y en las garras de su marido, George Lane, a quien ambos desprecian. Ninguno de los dos puede entender su atracción por Julian Garmony, el ministro de asuntos exteriores de derecha que está a punto de desafiar al liderazgo de su partido. 
Poco después de la muerte de Molly, Clive, que es soltero, comienza a reflexionar sobre lo que le sucedería si comenzara a decaer en su salud. Se acerca a Vernon y le pide que le practique la eutanasia si alguna vez llega a ese punto. Vernon acepta a regañadientes con la condición de que Clive haga lo mismo por él. 
Vernon, cuyo periódico está en decadencia, recibe un consejo de George, una serie de fotografías privadas tomadas por Molly de Garmony travestida. Vernon decide usar el escándalo para desbancar a Garmony, con cuya política no está de acuerdo. Se enfrenta a la presión de su redacción y de los miembros del consejo de su periódico sobre la publicación de las fotografías claramente privadas. Buscando consuelo, le plantea el asunto a Clive, quien discrepa vehementemente con la decisión de Vernon de publicar. 
Después de su argumento, Clive, a quien se le ha encargado escribir una sinfonía para el próximo milenio, se retira al Distrito de los Lagos que le ha inspirado anteriormente. Mientras va de excursión se encuentra con una mujer que está siendo atacada por un hombre. En lugar de intervenir, Clive deja la escena para terminar de componer la melodía final de su sinfonía. Luego regresa a su hotel y abruptamente se va a casa. 
El día que el periódico de Vernon va a publicar las fotos de Garmony, Vernon se acerca a Clive y los dos tienen una breve conversación donde perdonan sus diferencias y Clive le cuenta a Vernon lo que vio en el Distrito de los Lagos. En el trabajo, durante una reunión editorial, Vernon se da cuenta de que uno de sus periodistas está siguiendo la historia de un violador en el Distrito de los Lagos y se da cuenta de que es a quien Clive debe haber visto. Llama a Clive e intenta obligarlo a ir a la policía, aunque Clive se niega mientras trabaja en su sinfonía. Su conversación es interrumpida por la esposa de Garmony que da una conferencia de prensa donde llama a Vernon una pulga y llama a las fotos un asunto personal privado, mientras finge que sabía que Molly las había tomado. La opinión pública se vuelve en contra de Vernon y su periódico y se le obliga a dimitir. 
Enojado por su conversación, Clive envía a Vernon una nota diciéndole que debería ser despedido, que Vernon ve después de ser despedido y ve como Clive se regodea. Luego llama a la policía para obligar a Clive a dar información sobre el violador del Distrito de los Lagos, pero está decepcionado de que Clive no se enfrente a cargos criminales. Inspirado por un artículo sobre la eutanasia que ve en su antiguo periódico, Vernon decide atraer a Clive a Ámsterdam y asesinarlo bajo el argumento de que está mentalmente enfermo. Mientras tanto, la composición de la sinfonía de Clive es interrumpida por la policía llamándolo al Distrito de los Lagos. Con la sinfonía permanentemente arruinada, Clive también toma la decisión de tratar de atraer a Vernon a Ámsterdam, donde está estrenando su sinfonía, para eutanasiarlo bajo el argumento de que está mentalmente depravado. Ambos asesinatos pasan y cada hombre alucina por última vez al ver a Molly Lane. 
Garmony y George Lane son enviados a recuperar los cuerpos, Garmony en nombre del gobierno para Clive y George en nombre de la viuda de Vernon, Mandy. Tienen la impresión de que se trata de un doble suicidio, causado en parte porque la sinfonía de Clive fue un fracaso y termina en un pesado plagio de  "Oda a la Alegría ". Garmony se entera de que en realidad fue un doble asesinato e informa a George, quien está complacido. George reflexiona sobre el hecho de que dos de los antiguos amantes de Molly están muertos y Garmony, a pesar de haber capeado el escándalo, nunca podrá recuperar su posición en el partido. Contempla la posibilidad de invitar a salir a la viuda de Vernon, Mandy.

## Crítica
La novela fue bien recibida por la crítica. En The New York Times, la crítica Michiko Kakutani llamó a Amsterdam "un oscuro tour de force, una fábula moralista, disfrazada de un thriller psicológico". En The Guardian, Nicholas Lezard escribió: "Córtalo donde quieras, Ian McEwan es un maldito buen escritor" y habló de "la naturaleza compulsiva de la prosa de McEwan: no quieres dejar de leerla". En The New York Times Book Review, el crítico William H. Pritchard llamó al libro una "máquina bien engrasada, y el placer de McEwan en el cambio de tiempo, presentando los eventos fuera de su orden temporal (retrocediendo en la mente de Clive, digamos, a una conversación que tuvo el día anterior) es evidente en todas partes.Vladimir Nabokov, al preguntársele si a veces sus personajes no se liberaban de su control, respondió que eran galeristas, mantenidos severamente bajo su pulgar en todo momento. McEwan sigue esta prescripción a rajatabla".

## Premios
Amsterdam recibió el Premio Booker de 1998. Al anunciar el premio, Douglas Hurd, el exsecretario de Relaciones Exteriores británico que se desempeñó como presidente del panel de cinco jueces, calificó la novela de McEwan como "un examen sardónico y sabio de la moral y la cultura de nuestro tiempo".